# Système de détection incendie
Un système de détection incendie (SDI) est une unité faisant partie du système de sécurité incendie (SSI), dont l'objectif est de déceler de façon aussi précoce que possible la naissance d'un feu. 
Il comprend des organes de détection incendie (déclencheurs manuels, détecteurs automatiques...), des organes intermédiaires (réseaux filaires...) et un équipement de contrôle et de signalisation (ECS), également dénommé « tableau de signalisation » ou « tableau de contrôle », qui alerte de toute sollicitation du système, en cas de dérangement ou d'alarme feu. Les organes sont disposés sur des boucles ou lignes, reliées à l'ECS.

## Types de système de détection
Le SDI est dit de type « conventionnel » lorsque la détection se fait au niveau de l'ensemble d'une boucle d'organes de détection. 
Il est « adressable » si, sur une même boucle, il y a identification et localisation de zones distinctes de détection composées de 1 ou plusieurs organe(s) de détection.  
Exemple : dans un bâtiment, on considère qu'un étage est couvert par une boucle. Dans le cas d'un système conventionnel, l'ECS pourra uniquement détecter le feu sur l'étage, sans plus de précision. Dans le cas d'un système adressable, si on considère que, sur la boucle, chaque pièce correspond à une zone, on pourra alors au niveau de l'ECS identifier la pièce dans laquelle l'incendie s'est déclaré. 
Le SDI peut alors directement déclencher l'évacuation générale d'un bâtiment ou envoyer l'information d'alarme à un Centralisateur de Mise en Sécurité Incendie qui gèrera l'évacuation et les dispositifs de sécurité (désenfumage, portes coupe-feu…).
En France, l'APSAD a rédigé une règle d'installation, d'exploitation et de maintenance, la règle R7, qui veille à l'efficacité du SDI.  
Sur le plan réglementaire, la configuration de Système de Détection Incendie ou de Système de Sécurité Incendie requis est dictée par le classement du bâtiment au sein du Code de la Construction et de l'Habitat, en fonction du type d'Établissement recevant du public dont il s'agit (type L, M, N, etc.) et de sa catégorie ou capacité (1re, 2e, etc.) qui varie en fonction du nombre de visiteurs qu'il peut recevoir simultanément. De plus l'installation est régie par des normes NFS 61 931 à NFS 61970.

## Principe d'une installation de détection incendie
Une installation de détection incendie a pour but de signaler, à un poste central ou au personnel chargé de la sécurité de l'établissement, tout événement pouvant être le signe d'un début d'incendie.

## Centrale de détection incendie
En général, la centrale de détection incendie n'est qu'une partie d'un système de sécurité incendie (SSI) plus complexe qui associe la détection (SDI), la mise en sécurité (SMSI) et éventuellement l'extinction.

## Les différentes techniques

### Locaux professionnels
Détection conventionnelleUn équipement de contrôle et de signalisation ( ECS ) supervise une paire de conducteurs électriques par zone de détection. Sur chaque paire, plusieurs équipements de détection variés (fumée, chaleur ou autres) peuvent être raccordés. Ces équipements doivent être raccordés en série (l'un à la suite de l'autre), pour terminer soit par une résistance de fin de ligne (classe B ou 6 ) soit pour revenir au panneau principal (classe A ou 4 ).
Détection analogue (adressable)
Un équipement de contrôle et de signalisation ( ECS ) supervise là aussi une paire de conducteurs utilisée pour l'échange de données avec chaque capteur (SLC).  Chaque SLC doit être programmé afin d'être reconnu par le PCP. Les capteurs peuvent être ou non câblés en série. Ce genre d'installation diminue grandement les coûts sur l'installation et le câblage pour les moyennes ou grandes applications. Seuls des programmeurs certifiés peuvent faire une telle installation.
Détecteur ionique ,
Ce détecteur possède une chambre composée de deux électrodes, dans laquelle est placé un matériau radioactif (généralement une pastille d'américium 241) émettant des rayons alpha. Une tension est appliquée aux bornes des électrodes ; un faible courant apparaît, du fait de l'ionisation de l'air de la chambre. Lorsque des particules de fumée y pénètrent, celles-ci captent une partie des rayons alpha, entraînant une diminution du courant, puis le passage en alarme du détecteur.
En France, ce type de détecteur est interdit à l'installation et les systèmes équipés devront être modifiés avant 2017 sous certaines conditions réglementaires.
Détecteur optique de fumées (ponctuel) ou Photo-électrique,

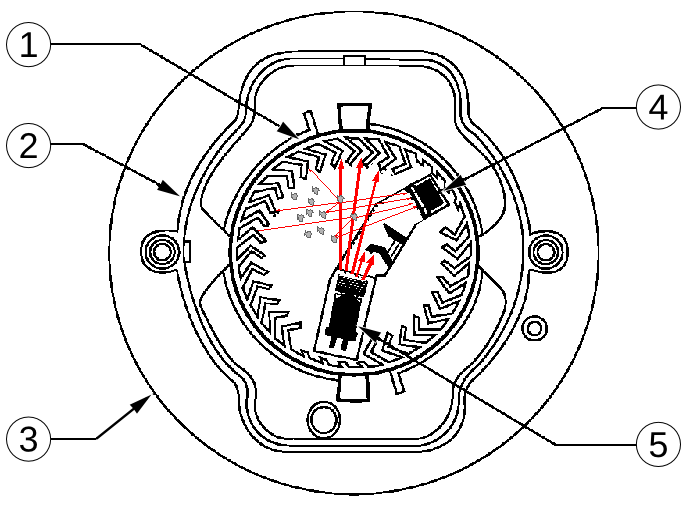
Principe du détecteur optique de fumées 1. Chambre optique 2. Couvercle 3. Boitier 4. Photo-diode 5. LED infra-rouge

Ce détecteur met à profit l'effet Tyndall. Dans la chambre d'analyse, une LED et une photodiode sont placées de telle façon que cette dernière ne reçoive jamais la lumière de la LED en l'absence de fumée. 
La pénétration de fumée dans la chambre d'analyse entraîne la réflexion de la lumière de la LED sur les particules de fumée, donc la sollicitation de la photodiode. Ce détecteur est très efficace pour les fumées blanches. Il l'est un peu moins pour les fumées noires, à cause de leur faible réflectivité. En France, l'installation d'un détecteur de fumée devient obligatoire dès mars 2015.
Détecteur linéaire de fumée,,,
Contrairement aux détecteurs ponctuels de fumée, celui-ci fonctionne sur le principe de l'absorption de la lumière. Le détecteur envoie des impulsions lumineuses (infrarouges) qui sont traitées par la partie réceptrice du produit. Le détecteur mesure en permanence le niveau du signal reçu. Une baisse du signal reçu est interprétée comme une présence de fumée.
La plupart des détecteurs linéaires ont une portée de 100 m, leur permettant de couvrir de grandes surfaces. Ils sont particulièrement bien adaptés pour la surveillance des aéroports, centres commerciaux, usines, entrepôts, musées, gymnases, églises… Il existe deux types de Détecteurs linéaire de fumée : par Projection (Émetteur et Récepteur sont installés à chaque extrémité de la zone à protéger) et par Réflexion (Emetteur et Récepteur sont combinés dans la même unité, l'infrarouge est reflété au Récepteur par un catadioptre)
Détecteur optique de flamme
Ces détecteurs possèdent une cellule sensible aux rayonnements IR (Infra Rouge) ou UV (Ultra Violet). Les détecteurs IR travaillent généralement dans la bande lumineuse du carbone de manière à éviter les fausses alarmes.
Détecteur de chaleur (thermostatique, thermovélocimétrique, linéaire)
Les détecteurs thermostatiques passent en alarme lorsqu'ils détectent une température supérieure à un seuil prédéterminé.
 Les détecteurs thermovélocimétriques sont quant à eux sensibles à la vitesse d'élévation de la température, donnant généralement une information plus précoce que les thermostatiques. Ils donnent en revanche beaucoup plus de fausses alarmes s'ils sont mal placés (ex : élévation rapide de la température due à l'ouverture d'un four dans une cuisine industrielle, ou à la mise en route d'une chaudière...)
Détecteur multi-capteurs
Ceux-ci sont constitués d'un détecteur optique de fumée équipé d'un capteur de chaleur aidant à la prise de décision de l'alarme feu. En pratique, la sensibilité du détecteur augmente avec la température.
Détecteurs multi-ponctuels

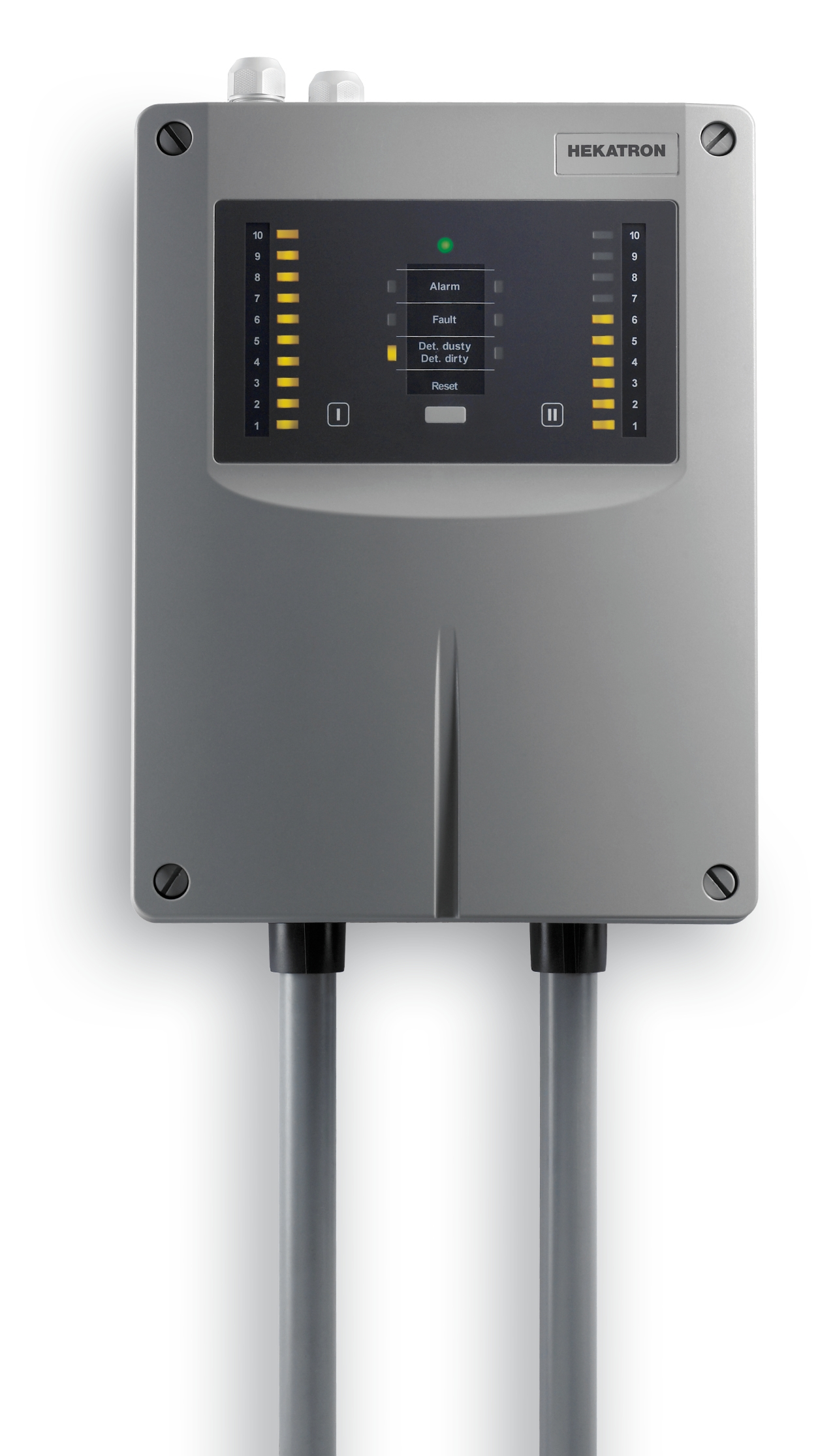
Détecteur de fumée par aspiration ou multiponctuel.

Ceux-ci sont équipés de canalisation d'aspiration d'air extrayant celui-ci de la zone surveillée afin de le faire passer au travers d'un analyseur de composition. Cet analyseur détermine, d'après la composition de l'air, la présence de particules signalant un début de combustion. Ces systèmes ont l'avantage d'être très précoces.
Tête d'extinction (Gicleur ou « sprinkler »)
Ces têtes d'extinction étant thermo-fusibles (explosion en fonction de la température), leur principe de fonctionnement les assimile à des détecteurs de chaleur.

### Pour les particuliers
Le détecteur et avertisseur autonome de fumée

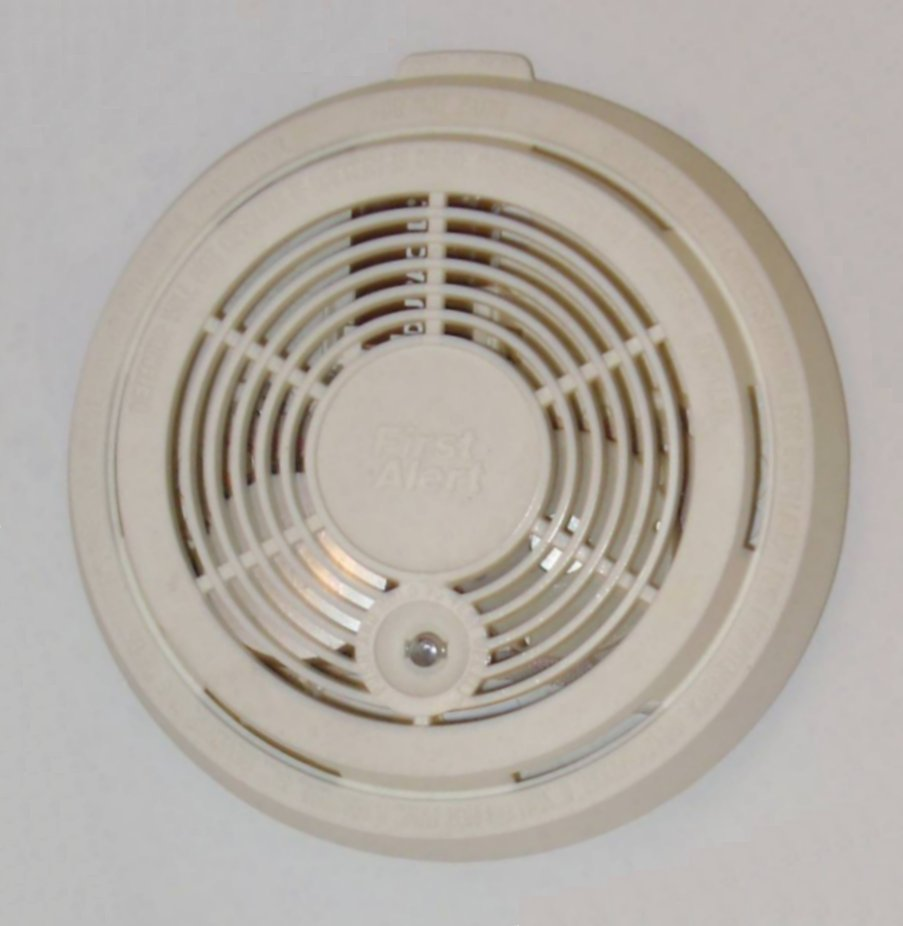
Détecteur de fumée pour résidences

Il s'agit d'un détecteur de fumée couplé à une alarme. En France, c'est obligatoirement un détecteur optique de fumées ou photo-électrique comme décrit précédemment pour les locaux professionnels. Ce petit appareil détecte la fumée dans les premiers instants d'un incendie et déclenche l'alarme. Il donne le temps soit de maîtriser un feu naissant, soit de fuir s'il y a trop de fumée. Très facile à poser, ce type d'appareil est en général alimenté par une pile 9 V. Dans de nombreux pays, les habitations sont équipées de ce type de détecteur : 93 % des foyers aux États-Unis, plus de 95 % en Norvège et en Suède. Ils sont obligatoires dans de nombreux pays. Lors d'un incendie, la présence de DAAF (Détecteur et Avertisseur Autonome de Fumées) divise par dix le risque de mortalité pour les nourrissons et jeunes enfants : les parents, alertés dès le début de l'incendie, ont le temps d'aller les chercher et de les évacuer avec eux. La plupart des feux meurtriers d'habitation ont lieu la nuit. Les victimes périssent dans leur sommeil, asphyxiées par les fumées qui provoquent 80 % des décès. Être alerté dès la naissance d'un incendie est indispensable pour pouvoir agir contre le feu ou fuir à temps.
Le détecteur de monoxyde de carbone
Il permet de vérifier que l'atmosphère contrôlée ne contient pas de dose anormale de monoxyde de carbone, reflet d'une combustion incomplète (dans une cheminée par exemple). Ce gaz mortel, inodore et incolore ne peut être identifié que par un détecteur.

## Conception
Afin de concevoir au mieux des systèmes de détection incendie, le maître d'ouvrage travaille avec un bureau d'études en sécurité incendie qui le conseille du début à la fin du projet en totale impartialité.